# Robert Harbin
Robert Harbin (nacido Edward Richard Charles Williams; 14 de febrero de 1909 - 12 de enero de 1978) fue un mago y autor británico. Se le conoce como el inventor de una serie de ilusiones clásicas, incluida la Chica Zig Zag. También se convirtió en una autoridad en papiroflexia.

## Carrera profesional
Harbin se interesó por primera vez en la magia después de que un exmilitar desconocido apareciera en su escuela con un espectáculo de magia descrito más tarde como «bastante pobre».
Harbin llegó a Londres a la edad de 20 años y comenzó trabajando en el departamento de magia de la juguetería Gamages. Empezó a actuar en salas de música bajo el nombre artístico de «Ned Williams, el niño mago de Sudáfrica». En 1932 apareció en el espectáculo de magia Misterios de Maskelyne en varios teatros de Londres. Fue el primer ilusionista británico en pasar de la actuación teatral a la televisión, apareciendo en el programa de televisión de la BBC Variety en 1937 y en numerosas ocasiones después de la guerra cuando la BBC reanudó las transmisiones. Desarrolló una serie de trucos nuevos, incluidos Neon Light y su omnipresente Chica Zig Zag. Sus creaciones menos conocidas incluyen la Dama Azteca, Las espadas de Opah y el Armario de la tía Matilda.
Gran parte de su genio inventivo se plasmó en forma escrita y está reconocido como uno de los autores más prodigiosos en el tema de los efectos mágicos. Sin embargo, aunque Harbin era brillantemente creativo en el campo de la magia, no era un escritor particularmente bueno, y su amigo y socio Eric C. Lewis ha declarado que muchos de los títulos de Harbin fueron escritos por terceras personas para él.
Aproximadamente en 1952, Harbin apareció brevemente como mago en la película The Limping Man, producida por Cy Endfield. En 1953, Harbin y un amigo de Endfield, Gershon Legman (1917-1999), descubrieron su interés común por el arte japonés de doblar papel. Harbin escribió muchos libros sobre el tema, comenzando con Paper Magic en 1956 (ilustrado por un joven estudiante de arte, el australiano Rolf Harris, quien en medio del proyecto captó la idea de la papiroflexia y contribuyó con varios modelos intrincados), y fue el primero presidente de la Sociedad Británica de Papiroflexia. Fue también el primer occidental en usar la palabra «origami» para esta forma de arte. También presentó una serie de programas sobre papiroflexia para ITV en sus magacines para niños Look-In en la década de 1970.
Su tumba está en el Crematorio de Golders Green en Londres.

## Publicaciones

### Sobre papiroflexia
- Paper Magic: The art of paper folding, Oldbourne, 1956, ASIN B0000CJG8R.
- Paper Folding Fun, Oldbourne, 1960, ASIN B0000CKUYQ.
- Secrets of Origami, old and new: The Japanese art of paper-folding, Oldbourne, 1963, ASIN B0000CM4YW.
- Teach Yourself Origami, Hodder, 1968, ISBN 0-340-05972-9.
- Origami 1: The Art of Paper-Folding, Coronet, 1969, ISBN 0-340-10902-5.
- More Origami, The art of paper-folding no.2, Hodder, 1971, ISBN 0-340-15384-9.
- Origami 2: The Art of Paper-Folding, Coronet, 1971, ISBN 0-340-15384-9.
- Origami 3: The Art of Paper-Folding, Coronet Books/Hodder, 1972, ISBN 0-340-16655-X.
- Secrets of Origami, Octopus, 1972, ISBN 0-7064-0005-4.
- Origami: Art of Paper Folding (Teach Yourself), Hodder, 1973, ISBN 0-340-16646-0.
- Origami Step by Step, Hamlyn, 1974, ISBN 0-600-38109-9.
- Have Fun with Origami, ITV, 1975, ISBN 0-900727-26-8.
- Origami: Art of Paper Folding (Illustrated Teach Yourself), Picture Knight, 1975, ISBN 0-340-19381-6.
- Origami A/H, Hodder Arnold, 1976, ISBN 0-340-27950-8.
- Origami 4, Robert Harbin, 1977, ISBN 0-340-21822-3.
- Have Fun with Origami, Severn Ho., 1977, ISBN 0-7278-0225-9.
- Origami: Art of Paper Folding (Coronet Books), Hodder Headline Australia, 1977, ISBN 0-340-21822-3.
- New Adventures in Origami, 1982, Harper & Row, ISBN 0-06-463555-4.

### Sobre magia
- Something New in Magic, Davenport, 1929.
- Psychic Vision, Davenport, 1930.
- Six Card Creations, Davenport, 1930.
- Demon Magic, Davenport, 1938.
- How to Be a Wizard, Oldbourne, 1957, ASIN B0000CJUT3.
- How to Be a Conjuror, Sphere, 1968, ISBN 0-7221-4322-2.
- Magic of Robert Harbin, C. W. Mole and Sons, 1970 – Se publicó con una tirada de solo 500 ejemplares, tras lo cual Harbin hizo destruir las planchas.
- Magic (Illustrated Teach yourself), Treasure, 1983, ISBN 0-907812-39-2.
- Magic (Illustrated Teach Yourself), Knight, 1976, ISBN 0-340-20502-4.
- The Harbin Book, M. Breese, 1983, ISBN 0-947533-00-1.
- Harbincadabra, brainwaves and brainstorms of Robert Harbin [i.e. N. Williams]: From the pages of Abracadabra, 1947–1965, R. Harbin.
- Magic Marches On (Harbin's fabled "Lost Book") includo en la serie Davenport Story, volumen 2, Davenport.

### Otros temas
- Waddington's Family Card Games, Elm Tree, 1972, ISBN 0-241-02111-1
- Waddington's Family Card Games, Pan, 1974, ISBN 0-330-23892-2
- Party Lines, Oldbourne, 1963, ASIN B0000CLQIH
- Instant Memory: The Way to Success, Corgi, 1968, ISBN 0-552-06091-7